# Luiz Santos-Reis
Luiz Santos-Reis (Rio de Janeiro, 6 de fevereiro de 1909 – 4 de outubro de 1995) foi um engenheiro civil brasileiro, foi pioneiro da engenharia portuária no país. Iniciou sua vida profissional na Companhia Nacional de Construções Civil e Hidráulicas (Civilhidro), do grupo Henrique Lage, onde foi responsável, entre outras realizações, pela construção do porto da Enseada do Mucuripe, no Ceará.

## Biografia
Luiz Santos-Reis formou-se em engenharia pela Escola Politécnica Universidade Federal do Rio de Janeiro, em 1928.
Foi fundador da empresa Engenharia Civil e Portuária S.A., responsável pela construção do porto de São Sebastião, em São Paulo, e construiu a primeira ponte de acesso a Ilha do Governador e ao Aeroporto do Galeão no Rio de Janeiro. Essa foi a primeira estrutura utilizando o método de concreto protendido no Brasil. O francês criador da metodologia, Eugène Freyssinet, chegou a visitar as obras da ponte, certificando o uso de sua metodologia. Conduziu a construção do porto da Esplanada Capixaba, em Vitória (ES), e dos terminais da Petrobras na baía de Guanabara. Foi um dos fundadores do estaleiro Emaq e diretor da Engefusa, a maior empresa de fundações no período de 1960 – 1970. Notabilizou-se como pioneiro na construção de portos no País.
Teve também uma atuação acadêmica de referência em sua área. Foi autor do livro "Engenharia Portuária no Brasil" e documentou algumas obras em artigos, como "O Aeroporto do Calabouço", publicado na Revista Municipal de Engenharia do Rio de Janeiro, de maio de 1936.

## Trajetória e principais trabalhos
- Praticante técnico da Cia. Nacional de Construções Civis e Hidráulicas - CIVILHIDRO, nas obras de construção do prolongamento do cais do porto do Rio de Janeiro (RJ) e dragagem do porto de Niterói (RJ) - 1928-29.
- Engenheiro Auxiliar da CIVILHIDRO na dragagem, derrocagem e construção do prologamento do porto do Rio de Janeiro (RJ) - 1930.
- Engenheiro da Cia. Americana de Pavimentos y Construciones em Pelotas (RS), onde construiu o embarcadouro para exportação de pedras para pavimentações na República da Argentina - 1931.
- Reingresso na CIVILHIDRO onde trabalhou nas seguintes obras em 1932:
  - abertura de canais de saneamento na baixada fluminense (Santa Cruz/GB e Campos/RJ).
  - dragagem no porto do Rio de Janeiro.
- Aterro hidráulico (provenientes de dragagem) para o aeroporto Santos Dumont/GB - 1934.
- Construção do porto de São Sebastião (SP) - 1939.
- Aterro hidráulico para ampliação do aeroporto do Galeão - 1942.
- Construção da ponte do Galeão.
- Diretor Gerente da CIVILHIDRO - Cia Nacional de Construções Civil e Hidráulicas.
- Fundador e Diretor Gerente de Engenharia Civil e Portuária S.A., cargo que exerceu até a fusão desta empresa com CONCIC, fundando-se a CONCIC - PORTUÁRIA em 1963, atual CONCIC ENGENHARIA S.A., na qual exerceu o cargo de Assessor Técnico da Diretoria.
- Membro da Deleção Brasileira no Congresso de Navegação realizado em Roma, na Itália, em 1953 e da Delegação da CONCIC - PORTUÁRIA durante 2º Encontro Portuário de Engenharia Portuária, realizado em Salvador (BA) em 1987.
- Membro do CREA da 5ª Região.
- Membro do CFEA.
- Presidente do Sindicato dos Engenheiros do Rio de Janeiro (RJ).
- Vice-Presidente do clube de engenharia em 1960 e 1980.
- Membro do Conselho Diretor da Companhia Brasileira de Dragagem - CBD.
- Vice-presidente da Associação dos Antigos Alunos do Colégio Militar do Rio de Janeiro.
- Coautor do livro “Engenharia Portuária do Brasil”.

## Condecorações
- Medalha Tamandaré - Mérito Naval
- Medalha Santos Dumont  - Mérito Aeronáutica
- Medalha Mérito Engenharia
- Medalha 50 anos de Engenharia